# Gradaterebra scalariformis
Gradaterebra scalariformis é uma espécie de gastrópode do gênero Gradaterebra, pertencente a família Terebridae.